# Centromer
A centromer (ritkábban centroméra vagy centromeron) az eukarióta kromoszóma olyan régiója, ahol a kinetokór összekapcsolódik. Lényegében a centromer a kromoszóma közepe. Ebbe a pontba tudnak kötődni a mitózisban a húzófonalak, melyek elválasztják egymástól a testvérkromatidokat. 
A legtöbb eukariótában a centromernek nincs meghatározott DNS-szekvenciája. Nagyrészt ismétlődő szakaszokból áll, ahol a szakaszok hasonlóak, de nem teljesen azonosak. Emberben a centromerikus ismétlődő régiót alfa-szatellitának nevezzük. Vannak funkcionáló centromerek ilyen szatellita nélkül is.
Az epigenetikus öröklődés nagy szerepet játszik a élőlények centromerjének specificitásában. A leánykromoszómák ugyanazon a ponton fognak összekapcsolódni, mint az anyakromoszómák. Ritka esetben emberben neocentromerek formálódhatnak a kromoszóma új helyein. Ennek valószínűleg az eredeti centromer inaktiválódása az oka, mivel két centromer egy időben a mitózisban kromoszómatörést okozna.
A centromer-DNS általában heterokromatikus. A kromatin szerkezetét tekintve pedig a H3 hisztont a CENP-A helyettesíti, ami egy centromerspecifikus variáns. Ezen fehérje jelenléte szükséges a kinetokórok összekapcsolódásához, illetve az epigenetikus öröklődésben is szerepe van.
Az élesztő Schizosaccharomyces pombe-ban (és más eukariótákban is) a centromerikus heterokromatinhoz iRNS kapcsolódik. A Caenorhabditis elegans féregben és néhány növényben nem a centromer az állandó húzófonál-kötődési pont, mivel ezekben a fajokban diffúzan bárhol képesek kialakulni a kinetokórok.

## Lásd még
- Genetika
- Gén